# Shū ni Ichido Classmate wo Kau Hanashi
Shū ni Ichido Classmate wo Kau Hanashi (Nhật: 週に一度クラスメイトを買う話) là một loạt light novel đề tài yuri do Haneda Usa sáng tác và U35 minh họa. Nhà xuất bản Fujimi Shobo chịu trách nhiệm xuất bản bộ truyện dưới ấn hiệu Fujimi Fantasia Bunko từ ngày 17 tháng 2 năm 2023. Bản manga chuyển thể do Migahara minh hoạ đã ra mắt trên tạp chí Young Champion Retsu của Akita Shoten vào tháng 6 năm 2024.

## Nhân vật
Miyagi Shiori (宮城志緒理)
Lồng tiếng bởi: Lynn

Sendai Hazuki (仙台葉月)
Lồng tiếng bởi: Ichinose Kana

## Truyền thông

### Light novel
Bộ truyện do Haneda Usa sáng tác và U35 minh họa. Nhà xuất bản Fujimi Shobo chịu trách nhiệm xuất bản bộ truyện dưới ấn hiệu Fujimi Fantasia Bunko từ ngày 17 tháng 2 năm 2023. Tính đến ngày 19 tháng 10 năm 2024, loạt light novel đã cho ra mắt 5 tập truyện.
| # | Ngày phát hành tiếng Nhật | ISBN tiếng Nhật   |
| - | ------------------------- | ----------------- |
| 1 | 17 tháng 2 năm 2023       | 978-4-0407-4878-8 |
| 2 | 20 tháng 6 năm 2023       | 978-4-0407-5028-6 |
| 3 | 20 tháng 12 năm 2023      | 978-4-0407-5179-5 |
| 4 | 19 tháng 4 năm 2024       | 978-4-0407-5380-5 |
| 5 | 19 tháng 10 năm 2024      | 978-4-0407-5527-4 |
| 6 | 20 tháng 2 năm 2025       | 978-4-0407-5773-5 |
| 6 | 20 tháng 2 tháng 2025     | 978-4-0407-5773-5 |
| 7 | 20 tháng 8 năm 2025       | 978-4-0407-5975-3 |

### Manga
Bản chuyển thể manga của tác phẩm do Migahara phụ trách đã bắt đầu đăng dài kỳ trên tập san Young Champion Retsu của Akita Shoten từ số tháng 7 năm 2024 được phát hành vào tháng 6 cùng năm. Ngoài ra, phía công ty xuất bản còn đăng tải trực tuyến bộ truyện trên trang web Yanchan Web. Akita Shoten đã biên soạn các chương truyện thành thành những cuốn tankōbon riêng lẻ.
| # | Ngày phát hành tiếng Nhật | ISBN tiếng Nhật   |
| - | ------------------------- | ----------------- |
| 1 | 27 tháng 2 năm 2025       | 978-4-25-331233-2 |

## Đón nhận
| Năm  | Giải thưởng                                        | Hạng mục                 | Người nhận                             | Kết quả   | T.k    |
| ---- | -------------------------------------------------- | ------------------------ | -------------------------------------- | --------- | ------ |
| 2022 | Cuộc thi tiểu thuyết trực tuyến Kakuyomu lần thứ 7 | Giải thưởng đặc biệt     | Shū ni Ichido Classmate wo Kau Hanashi | Đoạt giải | [ 2 ]  |
| 2023 | Tsugi ni kuru Manga Taishō                         | Bunkobon                 | Shū ni Ichido Classmate wo Kau Hanashi | Hạng 8    | [ 15 ] |
| 2023 | Tsugi ni kuru Manga Taishō                         | Độc giả thanh thiếu niên | Shū ni Ichido Classmate wo Kau Hanashi | Hạng 8    | [ 2 ]  |
| 2023 | Tsugi ni kuru Manga Taishō                         | Độc giả độ tuổi 20       | Shū ni Ichido Classmate wo Kau Hanashi | Hạng 2    | [ 2 ]  |
| 2024 | Kono Light Novel ga Sugoi!                         | Bunkobon                 | Shū ni Ichido Classmate wo Kau Hanashi | Hạng 9    | [ 1 ]  |
| 2024 | Kono Light Novel ga Sugoi!                         | Tác phẩm mới             | Shū ni Ichido Classmate wo Kau Hanashi | Hạng 7    | [ 16 ] |